# 帕萨文蒂
帕萨文蒂是巴西米纳斯吉拉斯州的一个市镇。总面积245.649平方公里，总人口2082人，人口密度8.5人/平方公里。